# Dan van Husen
Dan van Husen (Gummersbach, 30 aprile 1945 – Ilminster, 31 maggio 2020) è stato un attore tedesco.
Morì nel 2020 per complicazioni da Covid-19. 

## Filmografia parziale
- Nosferatu, il principe della notte (Nosferatu - Phantom der Nacht), regia di Werner Herzog (1979)
- Il nemico alle porte (Enemy at the Gates), regia di Jean-Jacques Annaud (2001)
- Killer Barbys vs. Dracula, regia di Jesús Franco (2002)
- Brimstone, regia di Martin Koolhoven (2016)